# Саньярту, Анибаль
Анибаль Саньярту Саньярту (исп. Aníbal Zañartu Zañartu; 12 апреля 1847, Консепсьон, Чили — 1 февраля 1902, Томе, Чили) — чилийский государственный деятель, и.о. президента Чили (1901).

## Биография
В 1870 г. окончил юридический факультет Чилийского университета.
Входил в Клуб реформ. Работал адвокатом в Сантьяго, затем вместе с братом занимался угледобычей в Дичато. Также занимался фермерским хозяйством.
В 1880 г., в период Второй тихоокеанской войны, был назначен послом Чили в Эквадоре.
В 1882—1888 гг. — член Палаты депутатов, в августе-ноябре 1885 г. — ее президент. С 1888 г. — член Сената Чили, в июне-августе 1892 г. — заместитель председателя Сената,
Входил в состав правительства:
- 1885—1886 гг. — министр иностранных дел и колонизации,
- 1887—1888 и 1896 г. — министр внутренних дел Чили, на этом посту его сменил Педро Лучио Куадра.

В 1901 г. в связи с болезнью Федерико Эррасуриса Эчауррена был назначен вице-президентом, а после его смерти — исполнял обязанности президента Чили.